# 가야 쓰네노리

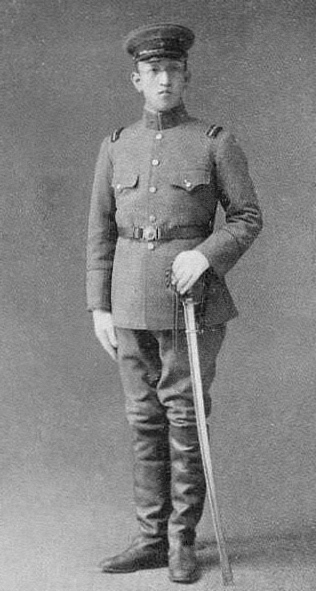
가야노미야 쓰네노리 왕

가야 쓰네노리(일본어: 賀陽恒憲, 1900년 1월 27일 ~ 1978년 1월 3일)는 일본의 옛 황족, 육군 군인이다. 가야노미야 구니노리 왕의 장남으로 태어났다. 부인은 구조 미치자네 공작의 딸 도시코.